# Презентација
Презентација је метод представљања и објашњења неке идеје или дела пред публиком у текстуалном, графичком и звучном облику. Раније се то радило помоћу паноа, летака, новина, графоскопа, дијапројектора, а у новије време помоћу рачунара. У ту сврху се користе посебни програми од којих је најпознатији Мајкрософт пауерпоинт. Развој информационих технологија је омогућио да се презентације креирају компјутерски, али су и данас у употреби и други облици презентација.
Да би презентација имала добар ефекат, треба да буде интересантна, динамична, складна и да није претрпана сувишним текстом или сликама.

## Галерија

### Дијапројектори
- Дијапројектор Главучтехпром завод
- Дијапројектор Главучтехпром завод